# Хараре

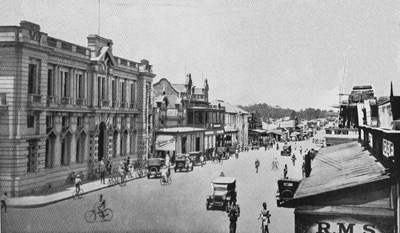
Солсбери в 1930 году

Хара́ре (англ. Harare [həˈrɑːreɪ]; до 1982 года — Со́лсбери, англ. Salisbury) — город, столица Зимбабве и административный центр одноимённой провинции, включающей в себя город Хараре и муниципалитеты Читунгвиза и Эпуэрт. Является крупнейшим городом страны, а также её культурным и индустриальным центром. Расположен на плато на высоте 1483 метра над уровнем моря, а его климат попадает в категорию субтропических горных районов

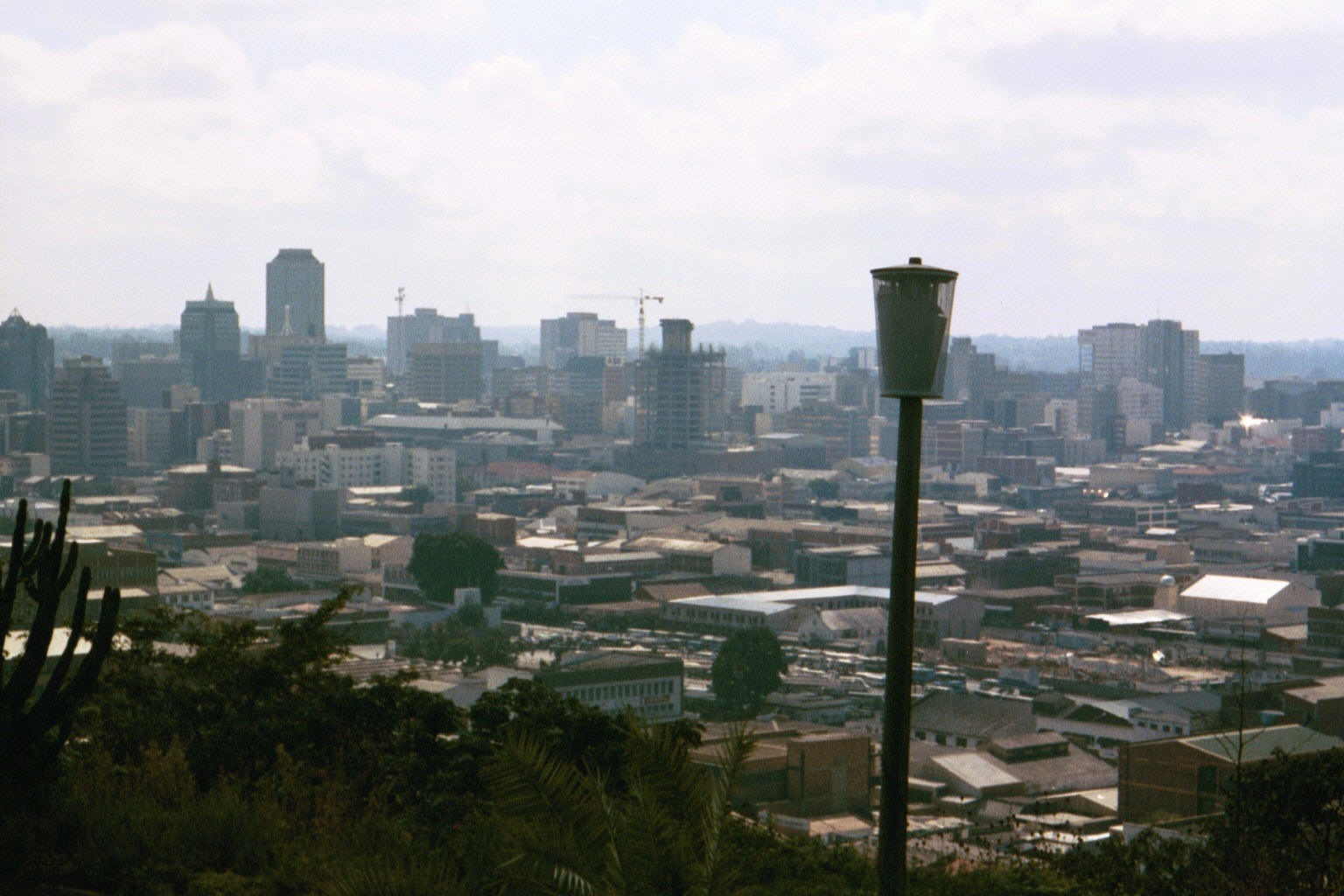
Хараре

## Этимология
Основан в 1890 году как укрепление Форт-Солсбери, названное в честь лорда Солсбери, британского премьер-министра в 1885-1902 годах, позже — город Солсбери. В 1982 году переименован в Хараре по имени вождя одного из африканских племён, который в 1890 году возглавлял борьбу зимбабвийского народа против англичан.

## История
Отряд, направленный Британской Южно-Африканской компанией, основал город 12 сентября 1890 года как военную базу под названием Форт Со́лсбери, в честь лорда Солсбери, премьер-министра Великобритании. Поселение развивалось, в основном, как торговый центр на пути к Бейру, порту в Мозамбике. В 1896 году был сформирован солсберийский поло-клуб. Форт Солсбери был объявлен муниципалитетом в 1897 году, получил статус города в 1935.
Во время основания города территория была плохо осушена, а его раннее развитие происходило на наклонной поверхности вдоль левого берега ручья, который сейчас проходит по магистральной дороге (путь Джулиуса Ньерере). Первая территория, которая была полностью осушена, находилась около истока и в результате была названа Козуэй (Causeway). В этом районе сейчас находятся многие из наиболее важных правительственных зданий, в том числе здание Сената и канцелярия премьер-министра, которая переименована для использования президентом после отмены этой должности в январе 1988 года.
Солсбери был столицей Федерации Родезии и Ньясаленда с 1953 по 1963 годы. После провозглашения правительством Яна Смита 11 ноября 1965 года независимости от Великобритании город стал столицей Южной Родезии. В результате Войны в Южной Родезии 18 апреля 1980 года режим белого меньшинства пал, Солсбери, в 1982 году переименованный в Хараре, стал столицей Республики Зимбабве. Название происходит от деревни Хараре Копье (Harare Kopje) шонского вождя Нехарава, чье прозвище переводится «как тот, кто не спит». До независимости Хараре было названием чёрного жилого района, известного теперь как Мбаре.
Режим Роберта Мугабе и экономический кризис конца 1990-х годов имел катастрофические последствия для экономики и инфраструктуры города. Высокий уровень безработицы и преступности. За исключением нескольких кварталов в центре города вывоз мусора и ремонт дорог не осуществлялся, разрушены централизованные системы водо- и электроснабжения, не работала канализация.
В 2005 году правительство провело операцию «Мурамбатсвина» («Устранение мусора») по выселению и разрушению трущоб в Хараре, Эпворте и других городах страны.
Имеются планы по строительству новой столицы Cyber City (Кибергород) в 17 километрах к северо-востоку от Хараре, за 60 млрд долларов, финансируемых КНР. В комплексе Маунт-Хэмпден (Гора Хэмпден) планируется разместить национальный парламент, штаб-квартиру центрального банка, высшие и верховные суды, центры аукционов полезных ископаемых, фондовую биржу, президентский дворец и роскошные виллы.

## Инфраструктура
Питьевой водой город снабжает наполненное в 1952 году водохранилище Чиверо.

## Климат
Климат Хараре — субтропический высокогорный, в связи с высотой над уровнем моря в 1490 метров. Погода в Хараре имеет три выраженных подсезона: сезон дождей (ноябрь-апрель), прохладный сухой сезон (май-август), когда изредка возможны даже заморозки, и жаркий сухой сезон (сентябрь-октябрь). Среднегодовая температура +18°C,  средняя температура самого холодного месяца (июля) +14°C, самым тёплым месяцем является ноябрь, средняя температура которого +22°C.
| Показатель                                      | Янв.  | Фев.  | Март | Апр. | Май  | Июнь | Июль | Авг. | Сен. | Окт. | Нояб. | Дек.  | Год   |
| ----------------------------------------------- | ----- | ----- | ---- | ---- | ---- | ---- | ---- | ---- | ---- | ---- | ----- | ----- | ----- |
| Абсолютный максимум, °C                         | 32    | 31    | 30   | 32   | 28   | 26   | 28   | 31   | 33   | 34   | 35    | 32    | 35    |
| Средний максимум, °C                            | 26,3  | 25,8  | 26,2 | 25,3 | 23,4 | 21,4 | 21,4 | 23,7 | 26,8 | 28,2 | 27,4  | 26,2  | 25,2  |
| Средняя температура, °C                         | 21,0  | 20,7  | 20,3 | 18,8 | 16,1 | 13,7 | 13,4 | 15,5 | 18,6 | 20,8 | 21,2  | 20,9  | 18,4  |
| Средний минимум, °C                             | 15,8  | 15,6  | 14,5 | 12,3 | 8,8  | 6,1  | 5,5  | 7,4  | 10,5 | 13,4 | 15,0  | 15,7  | 11,7  |
| Абсолютный минимум, °C                          | 8     | 9     | 8    | 6    | 2    | 0    | 0    | 1    | 3    | 7    | 8     | 9     | 0     |
| Норма осадков, мм                               | 191,4 | 144,3 | 95,3 | 40,6 | 10,0 | 2,2  | 1,8  | 2,0  | 8,8  | 36,8 | 101,2 | 170,4 | 804,8 |
| Источник: Гонконгская обсерватория, BBS Weather |       |       |      |      |      |      |      |      |      |      |       |       |       |

## Культура
В Хараре находится множество учреждений культуры и образования, в том числе Национальная галерея Зимбабве, Музей гуманитарных наук и Акр национальных героев.

## Города-побратимы
Хараре является городом-побратимом следующих городов:
- Великобритания, Ноттингем;
- США, Цинциннати;
- Италия, Прато, Лаго;
- Германия, Мюнхен;
- Россия, Казань;
- Беларусь, Минск;

## Факты
- Хараре неоднократно признавался различными организациями худшей для жизни столицей мира, в том числе в 2009 и 2011 годах журналом The Economist.
- Одна из улиц города носит имя пилота-аса Второй мировой войны Янниса Плагиса.